# SOR ICN 12
SOR ICN 12 — туристический автобус, выпускаемый чешской компанией SOR Libchavy с 2021 года. Существует также газомоторный вариант SOR ICNG 12.

## Производство
Первый прототип автобуса SOR ICN 12 был представлен в 2021 году в Праге. Он был передан в Остраву, где получил регистрационный номер 64-1101.
Серийно автобус производится с 5 января 2022 года. Значительная часть автобусов эксплуатируется в Чехии и Германии.

## Конструкция
Автобус SOR ICN 12 оснащён кузовом и несущей рамой. Компоновка автобуса заднемоторная, заднеприводная. Кузов сделан из металла, салон выполнен в пластиковой оправе. Передняя ось автобуса ZF, задняя ось автобуса DAN.